# 澁谷陽香
澁谷 陽香（しぶたに はるか）は劇団四季所属の俳優である。
石川県金沢市出身。

## 経歴
幼い頃からクラシックバレエや日本舞踊をし、入団前にもコンクール入賞を飾る。
2011年劇団四季研究所入所。
「人間になりたがった猫」で初舞台を踏んで以降は、「ふたりのロッテ」シュティッフィ役、「エルコスの祈り」アミー役、「アンデルセン」アンナ役、「魔法をすてたマジョリン」マジョリン役、ステファン役、「美女と野獣」チップ役、「オペラ座の怪人」、「 はじまりの樹の神話 〜こそあどの森の物語〜」スグリ役に出演している。